# 马登镇
马登镇，是中华人民共和国云南省大理白族自治州剑川县下辖的一个乡镇级行政单位。

## 行政区划
马登镇下辖以下地区：
马登村、后甸村、甸所村、江南村、文屏村、塔灯村、玉龙村、黄花村、太平村、新民村、新华村和东华村。